# Bătălia din Crimeea (1941)
Acest articol se referă la Bătălia pentru cucerirea Crimeii de către Puteruile Axei în 1941.  Pentru alte sensuri, vedeți Bătălia din Crimeea (dezambiguizare).
Crimeea a fost scena unora dintre cele mai sângeroase lupte de pe frontul de răsărit al celui de-al doilea război mondial. Puterile Axei au suferit pierderi grele în încercarea de înaintare în vara anului 1941 prin istmul care leagă peninsula de restul Ucrainei la Perekop . 
După ce s-a reușit traversarea istmului, germanii au ocupat cea mai mare parte a Crimeii, cu excepția fortăreței Sevastopol. Luptele pentru cucerirea Sevastopoluui au durat 250 de zile, din 30 octombrie 1941 până pe 4 iulie 1942. Sevastopolul avea să fie eliberat de către sovietici în 1944.